# Livius Fürst
Jacob Paul Livius Fürst, Pseudonym: Friedrich Lindenstedt  (geboren 27. Mai 1840 in Leipzig; gestorben 6. Oktober 1907 in Berlin) war ein deutscher Pädiater, Kinderneurologe und Märchenautor.

## Leben und Wirken
Er war der Sohn des Orientalisten Julius Fürst und gehörte der jüdischen Religion an. 1848 ging er an das Gymnasium St. Nicolai in Leipzig und 1858 an die Universität Jena, um Medizin zu studieren. In Leipzig setzte er das Studium mit der Promotion zum Dr. med. fort und beendete es nach weiteren Studien an den Universitäten Prag und Wien. 1868 übernahm Fürst die Leitung der Pädiatrischen Poliklinik in Leipzig. Er beschäftigte sich dort vor allem mit Gynäkologie und Pädiatrik. Daneben wurde er Privatdozent für Frauen- und Kinderheilkunde und habilitierte sich 1871. Er übernahm die Leitung der Kinderpoliklinik und gründete später eine eigene Klinik. Zu Beginn der 1890er Jahre gab er seine Tätigkeit in Leipzig auf und wechselte als Arzt nach Berlin.
In seiner Freizeit schrieb er auch Märchen für Kinder unter dem Pseudonym Friedrich Lindenstedt.
Fürst war mit Fanny Sidonie Fürst (* 1847) verheiratet. Ihre Töchter waren die von den Nazis ermordete Bildhauerin Else Fürst und die Solo-Geigerin Helene Julia Fürst (* 1877, ermordet 1944 im KZ Auschwitz).

## Publikationen (Auswahl)
- Ueber Bildungshemmungen des Utero-Vaginal-Kanales. Berlin, 1868
- Die häusliche Krankenpflege. Leipzig, 1892.
- Die Hygiene der Menstruation. Leipzig, 1893.
- Das Kind und seine Pflege. 5. Aufl., 1897.
- Taschenbuch der Harnanalyse. Basel, 1897.
- Das Märchen von den sieben Raben und der treuen Schwester. Eine Dichtung nach Moritz von Schwind's gleichnamigem Bilde. Leipzig 1875 (online).